# Nesoenas
Nesoenas és un gènere d'ocells de la família dels colúmbids (Columbidae).

## Llista d'espècies
El gènere està format per cinc espècies tres vives i dues extintes:
- Tórtora de la Reunió (Nesoenas duboisi).
- Colom rosat (Nesoenas mayeri).
- Tórtora de Madagascar (Nesoenas picturatus).
- †Tórtora de l'illa de Maurici (Nesoenas cicur).
- †Tórtora de l'illa de Rodrigues (Nesoenas rodericanus).